# Bellunåive
Bellunåive är ett naturreservat i Arvidsjaurs kommun i Norrbottens län.
Området är naturskyddat sedan 2016 och är 10,4 kvadratkilometer stort. Reservatet omfattar de högre delarna av berget med detta namn. Reservatet består främst av gran men även tall och lövträd finns.